# Paul Wilson, Baron Wilson of High Wray
Paul Norman Wilson, Baron Wilson of High Wray OBE DSC KStJ (* 24. Oktober 1908; † 24. Februar 1980) war ein britischer Hydraulikingenieur und Politiker, der ab 1976 als Life Peer Mitglied des House of Lords war.

## Leben
Wilson, dessen Vater Norman Foster Wilson ebenfalls Ingenieur sowie zwischen 1928 und 1930 Bürgermeister von Kendal war, absolvierte nach dem Besuch der traditionsreichen Gresham’s School ein Studium der Ingenieurwissenschaften am Clare College der University of Cambridge. Im Anschluss war Wilson, der auch Assoziiertes Mitglied des Institution of Civil Engineers (AMICE) war, als Hydraulikingenieur bei der in Kendal ansässigen Wasserturbinenfabrik Gilbert Gilkes & Gordon Ltd tätig.
Während des Zweiten Weltkrieges leistete Wilson seinen Militärdienst bei der Royal Navy und wurde zuletzt zum Lieutenant Commander befördert. Für seine militärischen Verdienste wurde er 1945 mit dem Distinguished Service Cross (DSC) ausgezeichnet.
Nach Kriegsende nahm er seine Tätigkeit bei Gilbert Gilkes & Gordon Ltd wieder an und stieg dort später zum Geschäftsführer auf. In der Folgezeit befasste er sich mit technischen Neuerungen auf dem Gebiet der Hydraulik und entwickelte unter anderem eine Hydraulikbremse, die am 20. Februar 1950 zum Patent angemeldet wurde.
Am 15. November 1963 wurde Wilson zunächst zum Sheriff und dann am 4. Mai 1964 zum Deputy Lieutenant (DL) der Grafschaft Westmorland.
Am 12. November 1965 wurde er als Nachfolger von Henry Hornyold-Strickland Lord Lieutenant der Grafschaft Westmorland und bekleidete diese Funktion bis zum 31. März 1974. Am 20. Dezember 1966 wurde er Knight of Justice des Order of Saint John (KStJ).
Nachdem Westmorland zum 1. April 1974 zusammen mit Cumberland sowie Teilen von Lancashire und Yorkshire zur neuen Grafschaft Cumbria vereinigt wurde, wurde Wilson erster Lord Lieutenant dieser neuen Grafschaft. Diese Funktion bekleidete er bis zu seinem Tod 1980. Nachfolger wurde daraufhin John Charles Wade.
Durch ein Letters Patent vom 3. Februar 1976 wurde Wilson als Baron Wilson of High Wray, of Kendal in the County of Cumbria, zum Life Peer im Sinne des Life Peerages Act 1958 erhoben und war damit bis zu seinem Tod Mitglied des House of Lords. Seine offizielle Einführung erfolgte am 3. März 1976 mit Unterstützung durch Barbara Wootton, Baroness Wootton of Abinger und Annie Llewelyn-Davies, Baroness Llewelyn-Davies of Hastoe.

## Veröffentlichungen
- Watermills. An Introduction, 1956
- Watermills with Horizontal Wheels, 1960
- Papers of Paul N. Wilson, Lord Wilson of High Wray, Re Aspects of the History of Technology and Industrial Archaeology, Chiefly 1960s and 1970s